# What's My Name? (canción de Snoop Doggy Dogg)
«What's My Name?» (en español: «¿Cuál es mi nombre»), también conocido como "Who Am I? (What's My Name?)" (¿Quién soy yo? (¿cuál es mi nombre?), es el primer sencillo en solitario del cantante estadounidense Snoop Dogg, lanzado bajo el nombre de Snoop Doggy Dogg, de su álbum debut Doggystyle. La canción alcanzó la lista de las diez más populares de la lista Billboard Hot 100, teniendo como máxima posición #8.

## Video musical
Fab 5 Freddy dirigió el video musical con CGI (imágenes 3D). Muestra a Snoop y otros hombres con la capacidad de transformarse en perros (como Doberman Pinscher y rottweilers) para evadir a padres enojados y fuera de control ya que sus hijas estaban con ellos. Una escena muestra a los animales con gafas de sol, fumando cigarrillos y con juegos de dados. Otros miembros de Tha Dogg Pound hacen apariciones como Kurupt, Daz Dillinger, y Warren G.

## Lista de canciones
- CD sencillo[2][3]

1. «Who Am I? (What's My Name?)» (Clean Radio Mix) — 4:15
2. «Who Am I? (What's My Name?)» (Clean Club Mix) — 5:03
3. «Who Am I? (What's My Name?)» (Explicit Club Mix) — 8:12
4. «Who Am I? (What's My Name?)» (LP Versión) — 4:15
5. «Who Am I? (What's My Name?)» (Instrumental) — 4:15

## Posicionamiento en listas
| Listas (1993–2015)                     | Mejor posición |
| -------------------------------------- | -------------- |
| Australia (ARIA)                       | 13             |
| Bélgica (Flandes) (Ultratop 50)        | 22             |
| Francia (SNEP)                         | 11             |
| Alemania (Media Control AG)            | 20             |
| Países Bajos (Mega Single Top 100)     | 8              |
| Nueva Zelanda (Recorded Music NZ)      | 4              |
| Suecia (Sverigetopplistan)             | 14             |
| Suiza (Schweizer Hitparade)            | 21             |
| UK Singles (Official Charts Company)   | 20             |
| Reino Unido (UK R&B Chart)             | 27             |
| Estados Unidos (Billboard Hot 100)     | 8              |
| Estados Unidos (Hot R&B/Hip-Hop Songs) | 8              |
| Estados Unidos (Hot Rap Songs)         | 1              |
| Estados Unidos (Rhythmic)              | 12             |

| Listas (1994)                                | Mejor posición |
| -------------------------------------------- | -------------- |
| Estados Unidos Billboard Hot 100             | 62             |
| Estados Unidos R&B/Hip-Hop Songs (Billboard) | 75             |